# كريستيان بلان
كريستيان بلان (بالفرنسية: Christian Blanc )‏ (و. – م) هو ممثل، وممثل أفلام، من فرنسا.

## مناصب
تولى منصب شريك في المسرح الوطني الفرنسي ‏.

## جوائز
حصل على جوائز منها:
- فارس وسام الفنون والآداب.

## وصلات خارجية
- كريستيان بلان على موقع IMDb (الإنجليزية)